# بعد 8 ليلا (فلم 2020)
بعد 8 ليلا (بالإنجليزية: 8ight After) فيلم رعب أمريكي للمخرج فنسنت روكا، وتمثيل المخرج وزوجته ديانا روكا. يروي الفيلم قصة تجري أحداثها بعد اكتشاف صندوق سري في جدار منزل أبطال الفيلم، يبدأ وجود شيطاني بإرهاب بعد الواحدة صباحًا بثمان دقائق في كل ليلة. صدر الفيلم في 15 أكتوبر 2020.

## طاقم التمثيل
- فنسنت روكا: في دور فينس
- ديانا روكا: في دور ديانا[3]

## ملخص أحداث الفيلم
سجل فينس روكا قصة حقيقية عن الاستحواذ الشيطاني في عام 2019، احتفظ محرر تلفزيون الواقع فينس روكا بمذكرات تركز على زوجته، ديانا، وهي فنية بيطرية في حديقة الحيوان، والتي أصبح شبحًا يمتلكها بشكل متزايد. لم يعرف الزوجان المحبوبان مطلقًا الفظائع السابقة التي حدثت في منزلهما (قتل رجل زوجته مرة قبل أن ينتحر في منزلهما). يجب على فينس الآن إنقاذ ديانا من مصيرها الذي لا يوصف، والدراما التي تلت ذلك هي مخيفة ومرعبة.

## استقبال الفيلم
كتب توري دانيل على موقع «بوب هورور Pop Horror»: «كل شيء حول الفيلم كان رائعًا وقد تم تصويره من جميع الجوانب ولكن أحد أهم الأجزاء كان جودة الفيلم. لقد تم تصويره بشكل جيد، يمكنك متابعة الترتيب الزمني لكل ما يحدث بسهولة، ويمكنك الشعور بالخوف والرهبة التي تلوح في الهواء من الصور الشريرة والإضاءة المثالية، مما يخلق جوًا عامًا تقشعر له الأبدان».
كتب موقع «اتيذ بلوجينج إيفل it’s blogging evil»: «يمكنك العيش بشكل غير مباشر من خلال مغامرات فنسنت وديانا.. مع مزيج مضفر جيدًا من لقطات كوميدية ورعب من زوج من مستخدمي اليوتيوب المخضرمين، مما يجعلنا في محاولة لفهم نهاية غير منطقية».

## وصلات خارجية
- بعد 8 ليلا (فيلم 2020)
- بعد 8 ليلا (فيلم 2020)